# Furstbiskopsdömet Paderborn

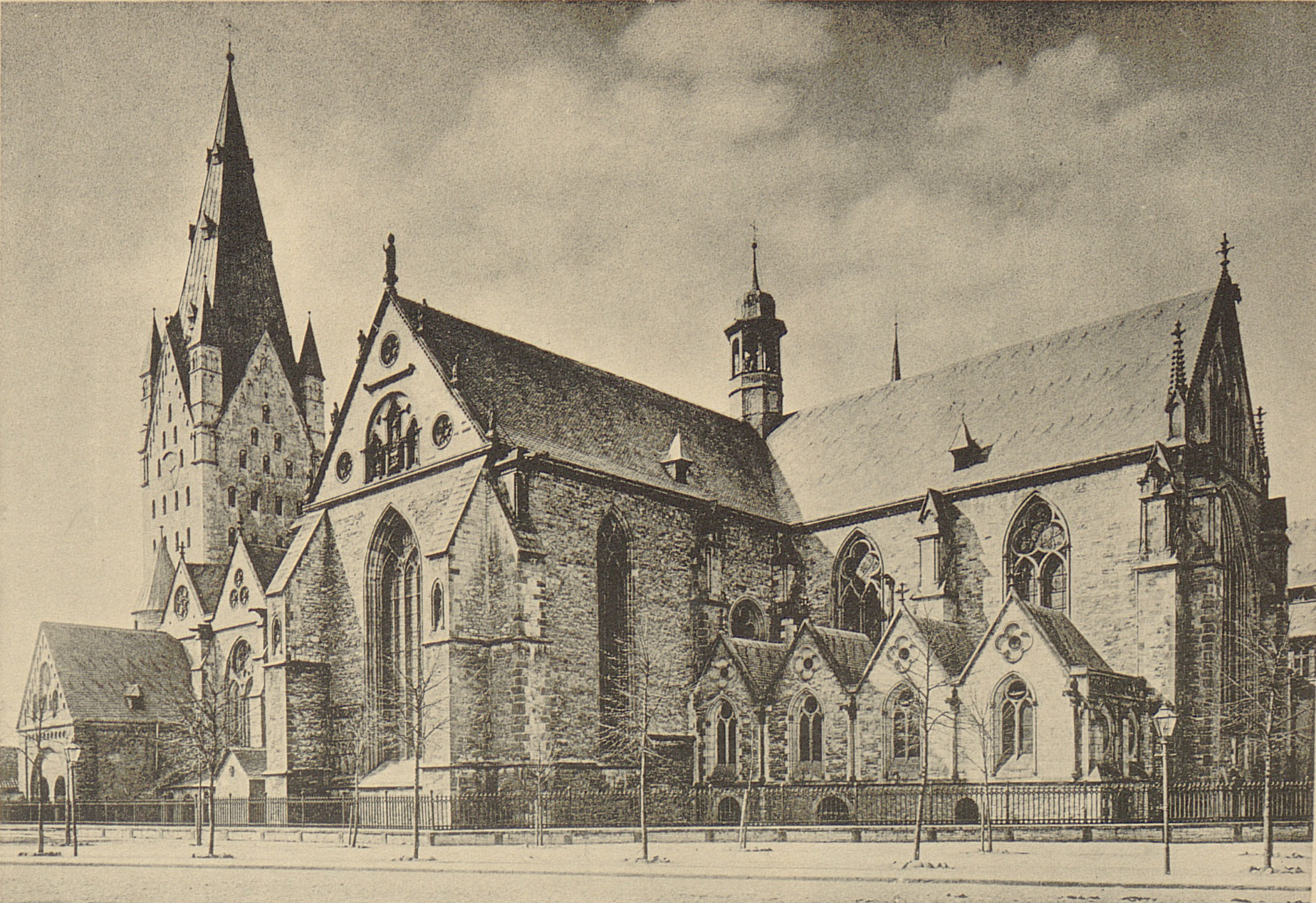
Paderborns katedral 1891

Furstbiskopsdömet Paderborn var ett riksomedelbart furstbiskopsstift i westfaliska kretsen, stiftat i början av 800-talet och lagt under ärkebiskopen i Mainz.
På 1500-talet fann den evangeliska läran insteg även där, men undertrycktes av den i århundradets slut inträffande motreformationen. Genom riksdeputationshuvudbeslutet 1803 upphävdes stiftet, och dess område gavs som ärftligt furstendöme åt Preussen, som redan 1802 satt sig i besittning därav. 1807 lades det till konungariket Westfalen, återkom 1814 till Preussen och bildade där en del av Regierungsbezirk Minden. Efter Preussens upplösning 1947 uppgick det gamla furstbiskopsdömet i det nya förbundslandet Nordrhein-Westfalen, där det blev en del av Regierungsbezirk Detmold.